# Distretto di Fuxing
Il distretto di Fuxing (复兴区S, Fùxīng QūP) è un distretto della Cina, situato nella provincia di Hebei e amministrato dalla prefettura di Handan.